# 47 rōnin

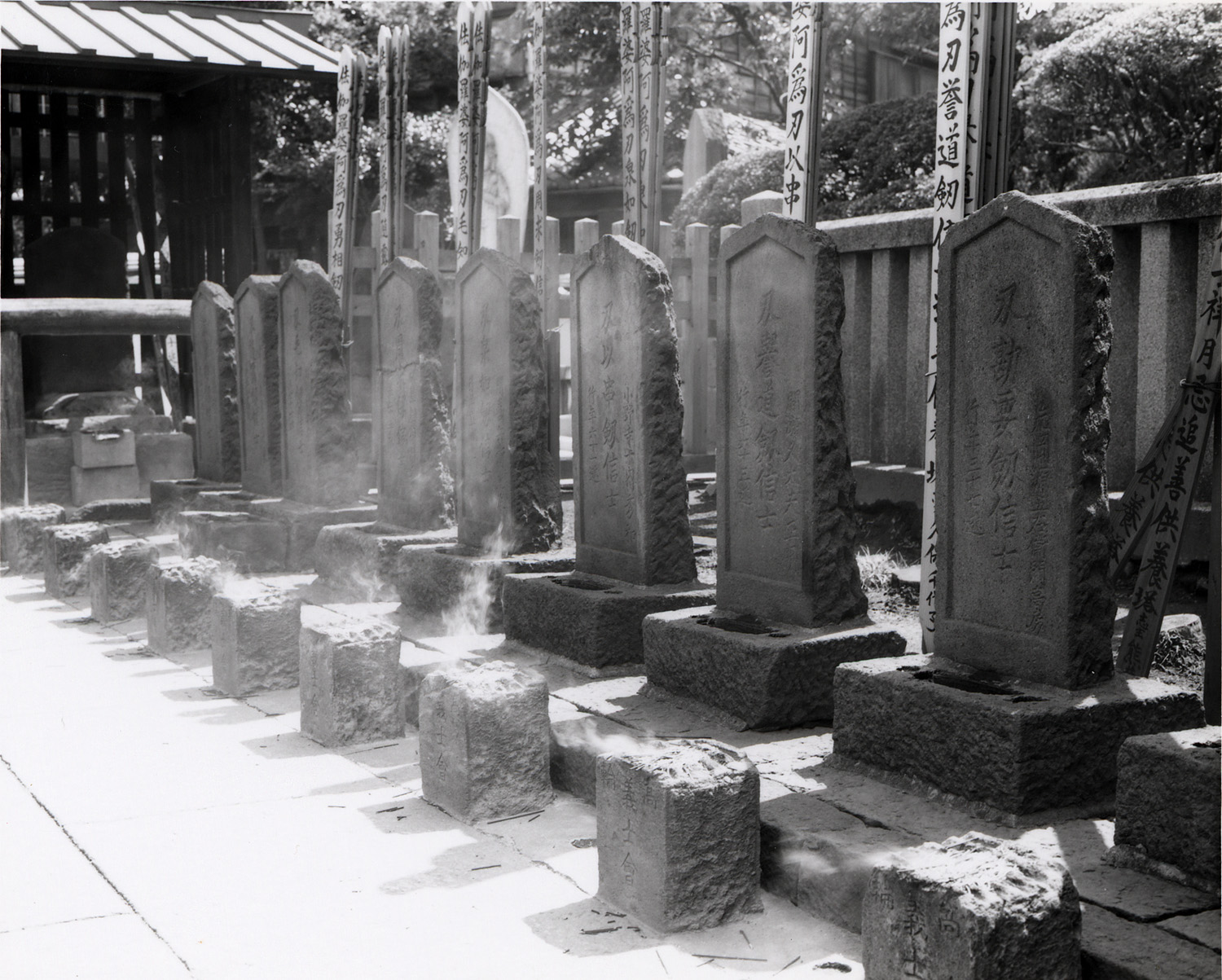
Hương khói tại lăng mộ của 47 võ sĩ không chủ ở chùa Tuyền Nhạc Tự.

Câu chuyện về bốn mươi bảy rōnin, còn được biết dưới tên cuộc trả thù Akō hay là biến cố Akō (元禄赤穂事件 Genroku akō jiken), đã được một học giả hàng đầu của Nhật Bản miêu tả như một "huyền thoại quốc gia" . Đây là sự kiện nổi tiếng nhất về các võ sĩ và danh dự của họ, tinh thần võ sĩ đạo.
Câu chuyện kể về một nhóm võ sĩ thời kỳ đầu thế kỷ 18 đã mất chủ tướng (trở thành lãng nhân) sau khi vị chủ tướng đó bị ép buộc phải thực hiện seppuku vì bị buộc tội đã tấn công quan tòa Kira Yoshinaka do đã nhục mạ ông ta. Để trả thù, họ đã giết viên quan tòa đó sau nhiều năm kiên trì xây dựng kế hoạch và chờ đợi thời cơ. Và đương nhiên, họ sẽ buộc phải thực hiện Seppuku — chính họ cũng biết điều đó — vì đã phạm tội giết người. Với một chút biến hóa, câu chuyện đơn giản đã trở nên cực kì nổi tiếng và trở thành biểu trưng của lòng trung thành, sự hy sinh, chí kiên định và danh dự mà tất cả mọi người (đặc biệt là những võ sĩ) luôn thể hiện vào thời bấy giờ.

## Nội dung
Truyền thuyết này bắt đầu vào năm 1701, niên hiệu Nguyên Lộc đời Thiên hoàng Higashiyama. Chinh di Đại tướng quân Tokugawa Tsunayoshi trị vì đất nước từ Edo, trong khi Thiên hoàng, chỉ là vị vua bù nhìn, sống ở kinh đô Kyoto. Tỏ ý kính trọng tới Thiên hoàng, Tsunayoshi dâng tặng cống phẩm tới Kyoto trong lễ chúc mừng năm mới, và đổi lại, Thiên hoàng cho khâm sai tới Edo. Để đón tiếp vị Khâm sai, Tsunayoshi cử hai đại danh trẻ là Asano Naganori - Takumi no kami, đại danh phiên Harima ngự ở thành Ako, cùng Date Munehare, đại danh phiên Sendai tiếp đãi sứ giả của Triều đình từ Kyoto. Hai vị đại danh trẻ còn thiếu kinh nghiệm trong các thể loại nghi lễ, cho nên Chinh di Đại tướng quân giao trách nhiệm cho một hộ lễ (koke) lớn tuổi, Yoshinaka Kira - Kozukenosuke giúp đỡ họ.
Kira, người về sau được ghi nhận trong lịch sử như một kẻ kiêu ngạo và tham lam, rất tức giận khi chúa Asano không "hối lộ" ông ta cho phải phép, và thay vì giúp đỡ chúa Asano, ông ta đã lăng mạ, sỉ nhục ông này. Kira quyết tâm đến cùng, bằng mọi giá để làm nhục Asano. Sau hai tháng, Asano đã không còn có thể nhẫn nhịn.
Ngày 14 tháng 3, cảm thấy không thể nào chịu sỉ nhục từ Kira được nữa, chúa Asano đã rút gươm chém Kira, nhưng chỉ làm Kira bị thương nhẹ. Bởi hành động ngu ngốc đó - tấn công một quan chức ngay trong thành Edo, Chinh di Đại tướng quân Tsunayoshi lệnh cho đại danh Asano phải thực hiện seppuku (tự mổ bụng) ngay lập tức. Mặt khác Kira lại không phải chịu sự trừng phạt nào, ông ta được "thông cảm" và cho phép tiếp tục công việc của mình.
Những người thân tín của chúa Asano tức giận bởi phán xử đó, họ cảm thấy việc tha bổng cho Kira và lệnh seppuku cho Asano là một điều bất công.
Theo luật, khi đại danh bị buộc phải thực hiện seppuku, thành trì của ông ta sẽ thuộc về Tướng quân, gia tộc bị truất quyền thừa kế và 321 võ sĩ dưới quyền còn lại sẽ bị buộc phải trở thành lãng nhân. Các võ sĩ của Asano không biết phải làm gì trước thảm họa này. Một số muốn nổi loạn, trả thù Kira, trong khi một số khác lại nghĩ nên tôn trọng pháp luật và đầu hàng một cách hoà bình.
Viên trưởng quan của Asano, Oishi Kuranosuke quyết định một kế hoạch hành động sau khi đã nghe tất cả ý kiến từ các phía. Ông ta một mặt sẽ thỉnh cầu Tướng quân ban lại danh dự cho dòng họ Asano, và cho người em trai của Asano, Daigaku làm lãnh chúa. Nếu dự định này thất bại, các võ sĩ của dòng họ Asano sẽ từ chối giao lại thành trì, và chống cự bằng mọi giá.
Vài ngày sau, trong khi quân lính của chính quyền Mạc phủ đang trên đường tới Ako, nghĩa là sự thỉnh cầu đã thất bại, phần lớn võ sĩ dưới quyền Asano quyết định đào tẩu, chỉ còn 60 người võ sĩ trung thành nhất vẫn ở lại. Trước khi quân của triều đình tới được Ako, Daigaku Asano gửi thư cho Oishi Kuranosuke, ra lệnh tôn trọng Tướng quân và đầu hàng vô điều kiện
Oishi Kuranosuke và 59 người võ sĩ còn lại tuân lệnh Daigaku, nhưng trước khi rời bỏ thành trì Ako, họ lên một kế hoạch trả thù Kira, kẻ thậm chí không có tinh thần của một người võ sĩ nhưng đã đẩy cả dòng họ Asano đến đường cùng. Chỉ có cái chết của Kira mới rửa sạch nhục nhã cho Asano.
Họ chia thành những nhóm nhỏ để che giấu ý định trả thù. Kira chắc chắn đã tiên liệu điều này. Oishi Kuranosuke đến Yamashina, ngoại ô Kyoto, chơi bạc, uống rượu, trở thành một kẻ nghiện ngập nổi tiếng. Mưu mẹo này đánh lừa được các shinobi của Tướng quân và Kira.
Vị Tướng quân này cho rằng thế vẫn chưa đủ, ông bắt Daigaku Asano và giam lỏng anh ta ở một biệt thự của gia đình Asano, điều này cũng có nghĩa rằng, mọi hy vọng tái thiết của dòng họ Asano đã cạn kiệt.
Gần hai năm trôi qua. Người nhà Asano chờ đợi, giả dạng thành thương nhân, người bán đồ lặt vặt hoặc thậm chí thành kẻ nghiện ngập để thu thập thông tin về Kira. Họ chờ đợi một cơ hội tấn công vào dinh thự của Kira. Cuối cùng cũng đến lúc Kira và các đồng minh lơi lỏng sự đề phòng đối với Oishi Kuranosuke và các lãng nhân.
Oishi Kuranosuke và 59 lãng nhân còn lại nhận thấy đây là cơ hội ngàn vàng để tấn công Kira. Họ tiến hành một buổi họp kín, Oishi Kuranosuke chỉ cho phép 46 lãng nhân tham dự trận đánh này. 13 người còn lại được lệnh trở về với gia đình.
Nhóm do Oishi chỉ huy gồm 48 người nhưng trong ngày tập kích thì có 1 người vắng mặt tên Sempei lý do vắng mặt là lúc Sempei xin phép cha lên đường đến Edo thì cha anh ta ngăn cấm, bảo rằng: 
"Mày không được lấy cớ đi tìm công ăn việc làm để tham gia việc trả thù cho chủ soái. Việc này chẳng lợi lộc gì mà làm hại gia đình. Tốt hơn hết là mày lấy vợ ở nhà làm ăn cho thảnh thơi."
Đành phải vâng lời cha nhưng Sempei rất buồn. Chờ đúng ngày giỗ chủ soái Asano, anh ta rạch bụng tự tử. Và trong số 47 võ sĩ còn có con trai của Oishi là Matsu No Jou vừa mới cưới vợ hôm qua, hôm nay cũng lên đường theo cha chiến đấu.
Từng bước một họ xâm nhập vào Edo. Trong một đêm nhiều tuyết, ngày 14 tháng 12 năm Nhâm Ngọ (tức 30 tháng 1 năm 1703), 47 lãng nhân tấn công dinh thự của Kira khi ông ta đang mở một buổi tiệc trà. 47 lãng nhân chia thành hai nhóm, đột nhập dinh thự từ cửa chính và cửa phụ. Trận đánh giữa 47 lãng nhân và 61 vệ sĩ của Kira diễn ra trong một giờ rưỡi. Tất cả các vệ sĩ của Kira đầu hàng hoặc bị giết trong khi phía Oishi Kuranosuke không có thiệt hại nào. Kira được tìm thấy đang trốn trong một nhà phụ ở ngoài. Các lãng nhân mang Kira vào sân và cho phép Kira được có một cơ hội bảo toàn danh dự như lãnh chúa Asano, bằng cách thực hiện seppuku. Kira không thể làm seppuku, và bị các lãng nhân chặt đầu. Sau đó 47 lãng nhân quyết định trở về mộ của Asano ở chùa Tuyền Nhạc Tự, tế vong hồn của Asano bằng đầu của Kira.
Sau đêm giết chết Kira thì vào sáng hôm sau, 47 võ sĩ đi thành một đoàn, dẫn đầu là Oishi tay cầm con dao của Asano tay xách thủ cấp của Kira. Họ kéo qua phố Edo, đến khu mộ chùa Tuyền Nhạc, nơi đã an táng chủ soái của họ. Nhân dân địa phương đứng hai bên đường khi biết rõ lý do chiến đấu của đoàn dũng sĩ, đều vỗ tay hoan nghênh. Lãnh chúa Sendai mời họ dừng chân lại để giải khát. Tu viện trưởng đền Sengakuji đưa họ đến tận mộ Asano.
Oishi xuống giếng đền, rửa sạch thủ cấp Kira trước khi làm lễ tế chủ soái (Theo tục lệ, kẻ dưới phải tinh khiết khi đứng trước cấp trên; Kira bây giờ là cấp dưới của Asano). Oishi đốt hương, khấn vái trước mộ Asano. Rồi anh ta yêu cầu tu viện trưởng, sau khi họ chết, hãy vui lòng chôn giúp tất cả bọn họ bên cạnh mộ chủ soái.
Đã sẵn sàng chết sau khi trả thù, Oishi Kuranosuke gửi người đại diện đến quan toà Edo, thông báo mọi chi tiết vụ việc và nói sẽ chờ lệnh từ chính quyền Mạc phủ tại chùa Tuyền Nhạc Tự.
Tướng quân Tsunayoshi không tức giận mà trái lại rất ấn tượng trước lòng trung thành dũng cảm của 47 lãng nhân. Điều đó làm Tsunayoshi khó quyết định. Mặc dù rất thông cảm với hành động của họ, Tsunayoshi lâm vào thế tiến thoái lưỡng nan: nên tha tội chết cho 47 lãng nhân vì tinh thần võ sĩ đạo của họ hay xét xử họ theo pháp luật? Sau 47 ngày cân nhắc, Tsunayoshi lệnh cho Oishi Kuranosuke và 45 lãng nhân tự xử, nhưng không phải như tội phạm, mà như những võ sĩ với tất cả danh dự. Lãng nhân trẻ nhất là Terasaka Kichiemon, người được cử đến thành trị Ako để mang tin về cái chết của Kira, được miễn tội.
Ngày 4 tháng 2 năm 1703, 46 lãng nhân chia làm bốn nhóm, mỗi nhóm được một đại danh làm người giám sát và chứng kiến trong lễ seppuku. 46 lãng nhân thực hiện seppuku cùng một lúc, chết một cách xứng đáng trong danh dự. Sau đó họ được chôn cạnh đại danh Asano ở chùa Tuyền Nhạc Tự. Về phần Terasaka, ông sống tới khoảng năm 1747 và sau khi chết, cũng được đem tới chôn cạnh các chiến hữu năm xưa.
Nhưng ở nghĩa địa này, cạnh mộ Asano và 47 ngôi mộ nhỏ, về sau còn có thêm ngôi mộ thứ 48. Đó là mộ của võ sĩ phiên Satsuma, người đã hiểu lầm và có lần sỉ nhục Oishi một cách oan uổng (lúc Oishi giả làm một kẻ say xỉn không quan tâm đến cái chết của chủ nhân). Ân hận với cử chỉ của mình, võ sĩ này đến ngồi bên mộ Oishi tự rạch bụng mình.
Và câu chuyện 47 lãng nhân đã trở thành câu chuyện lịch sử anh hùng trong nhân dân Nhật Bản. Nội dung câu chuyện được lấy làm đề tài cho nhiều vở bi kịch và tiểu thuyết. Nghĩa địa đền Sengakuji ngày nay vẫn còn được nhân dân đến thăm viếng với những di tích: giếng rửa đầu Kira, mộ Asano và 48 tấm bia đá.
Câu chuyện còn được các tiểu thuyết gia đưa vào trong tập sách "Chushin Gura" (kho tàng các truyện trung nghĩa).

## Phim chuyển thể
Ngoài 2 bộ phim trước, điện ảnh Mỹ đã thực hiện một bộ phim công chiếu cuối năm 2013, có tên là 47 Lãng Nhân (47 Ronin) do Carl Erik Rinsch đạo diễn, có sự tham gia của Keanu Reeves, Hiroyuki Sanada, Kou Shibasaki... Kinh phí là 170 triệu USD. Tuy nhiên, phim không trung thành với nguyên tác lịch sử mà pha trộn nhiều yếu tố tâm linh, kì ảo.

## Mục liên quan
- Chūshingura
- Sự kiện Akō năm Genroku